# Rolf Kestener
Rolf Egon Kestener (São Paulo, 8 de julho de 1930 — em São Paulo , 8 de outubro de 1998) foi um nadador brasileiro, que participou de uma edição dos Jogos Olímpicos pelo Brasil.
Seu filho, Cláudio Kestener,  participou das Olimpíadas de Moscou 1980.
Foi um dos fundadores do Clube Paineiras do Morumby.

## Trajetória esportiva
Era nadador do Esporte Clube Pinheiros quando foi às  Olimpíadas de 1948 em Londres, chegando à final dos 4x200 metros livre, junto com Sérgio Rodrigues, Willy Otto Jordan e Aram Boghossian, terminando em oitavo lugar; também nadou os 1500 metros livre, não chegando à final da prova. Quebrou duas vezes o recorde brasileiro dos 1500 metros livre, ambas em Londres, nos Jogos Olímpicos de 1948.
Nos anos 1950 passou a competir pela seleção brasileira de polo aquático e esteve na equipe campeã sul-americana, em 1954.
Nos Jogos Pan-Americanos de 1955 na Cidade do México, ganhou uma medalha de bronze no polo aquático. 
Foi, também, atleta de saltos ornamentais.